# Deutsche Para-Eishockey Liga 2023/24
Die Saison 2023/24 war die 23. Spielzeit der Deutschen Para-Eishockey Liga. Die Saison startete am 4. November 2023 und endete am 17. März 2024. Die ERC Hannover Ice Lions gewannen die Meisterschaft zum zweiten Mal in Folge und zum 13. Mal insgesamt.

## Teilnehmer
An der Liga nahmen wie fünf Mannschaften teil. Die Wiehl Penguins traten nicht mehr allein an, sondern in einer Spielgemeinschaft. Der EHC Freiburg zog seine Mannschaft zurück.
- Para-Eishockey Club Berlin
- Weserstars Bremen
- Dresdner Eislöwen Sledge
- ERC Hannover Ice Lions
- SpG NRW (Wiehl Penguins)

## Modus
Die teilnehmenden Mannschaften trugen eine Hauptrunde als Einfachrunde aus. Geplant war also, dass jedes Team acht Spiele austrägt, zwei gegen jede andere Mannschaft. Für einen Sieg gab es drei Punkte. Bei einem Unentschieden folgte ein Penaltyschießen. Der Sieger des Penaltyschießens erhielt zwei Punkte, der unterlegenen Mannschaft wurde ein Zähler gutgeschrieben. Die Spiele der Hauptrunde wurden an vier Wochenenden in Bremen, Dresden, Dachau und Berlin ausgetragen, jede Mannschaft spielte ein Spiel am Samstag und eins am Sonntag. An jedem Spielwochenende hatte eine Mannschaft spielfrei. Ein weiteres Spielwochende in Hannover fand nicht statt. Auch ein ursprünglich vorgesehenes Finalturnier gab es nicht.

## Abschlusstabelle
Da ein Spielwochenende weniger stattfand als geplant, beendete nur eine Mannschaft die Saison mit der vollen Anzahl an Spielen. Die letzten ausgetragenen Spiele fanden am 16. und 17. März 2024 in Berlin statt. Zu diesem Zeitpunkt war nicht klar, dass die Saison nicht fortgesetzt würde. Die Hannover Ice Lions bekamen den Meisterpokal schließlich im Juni 2024 auf einer Versammlung des Fachbereichs Para-Eishockey im DRS überreicht.
Abkürzungen: Sp = Spiele, S = Siege, SnP = Siege nach Penaltyschießen, NnP = Niederlage nach Penaltyschießen, N = Niederlagen, Pkt = Punkte
|    |                            | Sp | S | SnP | NnP | N | Tore    | Pkt |
| -- | -------------------------- | -- | - | --- | --- | - | ------- | --- |
| 1. | ERC Hannover Ice Lions     | 6  | 6 | 0   | 0   | 0 | 107:08  | 18  |
| 2. | SpG NRW                    | 6  | 4 | 0   | 0   | 2 | 059:032 | 12  |
| 3. | Weserstars Bremen          | 6  | 3 | 1   | 0   | 2 | 050:020 | 11  |
| 4. | Dresdner Eislöwen Sledge   | 6  | 2 | 0   | 1   | 3 | 046:051 | 7   |
| 5. | Para-Eishockey Club Berlin | 8  | 0 | 0   | 0   | 8 | 07:158  | 0   |